# Henry Mond, 2. Baron Melchett

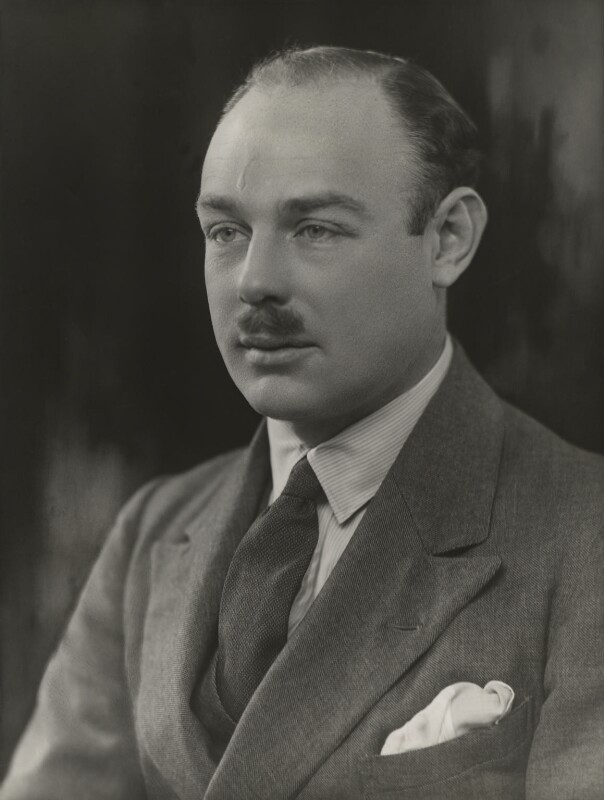
Henry Mond

Henry Ludwig Mond, 2. Baron Melchett (* 10. Mai 1898 in London; † 22. Januar 1949 in Miami Beach), war ein britischer Industrieller und Politiker.

## Leben und Tätigkeit

### Herkunft und frühe Jahre
Mond war der älteste Sohn des Industriellen Alfred Mond, 1. Baron Melchett, und seiner Frau Violet, geb. Goetze.
Nach dem Schulbesuch wurde Mond am Winchester College ausgebildet. Im Ersten Weltkrieg meldete er sich freiwillig zur British Army und wurde, obwohl er das notwendige Mindestalter noch nicht erreicht hatte, ab April 1915 im temporären Rang eines Second Lieutenant des South Wales Borderers-Regiment eingesetzt. 1916 wurde er verwundet.

### Zwischenkriegszeit
Zu Beginn der 1920er Jahre übernahm Mond Funktionen im Firmenimperium seines Vaters, der ihm einen Direktorenposten bei seinem Chemieunternehmen Imperial Chemical Industries, dem damals größten Chemiekonzern Großbritanniens, übertrug. Von 1940 bis 1947 amtierte er als stellvertretender Vorstandsvorsitzender (deputy chairman) dieses Unternehmens. Zusätzlich zu seiner Funktion bei Imperial Chemical Industries amtierte Mond als Direktor der Mond Nickel Company und bei der Barclays Bank.
Bei der britischen Parlamentswahl des Jahres 1923 wurde Mond als Kandidat der Liberal Party für den Wahlkreis Isle of Ely ins Unterhaus gewählt. In derselben Wahl verlor sein Vater, der dem Unterhaus bisher als Abgeordneter für Swansea West angehört hatte, seinen Parlamentssitz. Mond schied bereits nach einem Jahr, anlässlich der vorgezogenen Wahl von 1924, in der er gegen einen konservativen Gegenkandidaten unterlag, wieder aus dem Parlament aus.
Anlässlich der Wahl des Jahres 1929 konnte Mond – der sich nach dem Zerfall der Liberal Party zwischenzeitlich den Konservativen angeschlossen hatte – als Abgeordneter für den Wahlkreis Liverpool East Toxteth ins Parlament zurückkehren. 1930 erbte er beim Tod seines Vaters dessen 1928 geschaffenen Adelstitel als Baron Melchett, erhielt dadurch einen Sitz im Oberhaus des Parlaments und schied dazu aus dem Unterhaus aus.
Obwohl Mond jüdischer Abstammung war, wurde er christlich erzogen. In den 1930er Jahren entdeckte er die zionistische Idee für sich, was ihn dazu veranlasste, 1933 zum Judentum als der Religion seiner Ahnen zu konvertieren. Bereits seit den 1920er Jahren unterstützte Mond außerdem nachdrücklich den Plan zur Bildung eines jüdischen Staates in Palästina, der nach seiner Vorstellung ein Teil des britischen Empire sein sollte. Manifesten Niederschlag fand dies, als er die Funktion des Vorsitzenden der British Agency for Palestine übernahm. Außerdem unterstützte er den internationalen jüdischen Sportverband (Maccabi World Union), dem er zeitweise als Präsident vorstand.
In London besaß Mond ein feudal ausgestattetes Haus (Mulberry House) am Smith Square in Westminster.
Ende der 1930er Jahre geriet Mond als führende Person im jüdischen Leben Großbritanniens ins Visier der nationalsozialistischen Polizeiorgane, die ihn schließlich als wichtige Zielperson einstuften: Im Frühjahr 1940 setzte ihn das Reichssicherheitshauptamt in Berlin auf die Sonderfahndungsliste G.B., ein Verzeichnis von Personen, die im Falle einer erfolgreichen deutschen Invasion Großbritanniens durch die Sonderkommandos der SS-Einsatzgruppen mit besonderer Priorität ausfindig gemacht und verhaftet werden sollten.

## Ehe und Nachkommen
Mond heiratete am 30. Januar 1920 die aus Südafrika stammende Amy Gwen Wilson. Aus der Ehe stammten zwei Söhne und eine Tochter. Der Sohn Julian erbte als Julian Mond, 3. Baron Melchett, bei Monds Tod dessen Titel. Der erstgeborene Sohn Derek war zuvor bei einem Flugzeugunfall im Jahr 1945 ums Leben gekommen.

## Schriften
- Why the Crisis? 1931.
- Modern Money. A Treatise on the Reform of the Theory and Practice of Political Economy. 1932.
- Thy Neighbour. 1937.
- Hunting and Polo.